# پاوو آلتونن
پاوو آلتونن (به فنلاندی: Paavo Aaltonen) ورزشکار مرد رشتهٔ ژیمناستیک اهل کشور فنلاند است. وی در بین سال‌های ‎۱۹۴۸ تا ۱۹۵۲ میلادی در مسابقات بازی‌های المپیک تابستانی در مجموع ۵ مدال، شامل ۳ مدال طلا و ۲ برنز را کسب کرد.